# پایان دنیای لعنتی
پایان دنیای لعنتی (انگلیسی: The End of the F***ing World) یک مجموعه تلویزیونی بریتانیایی در ژانر کمدی سیاه و درام است. این برنامه در تاریخ ۵ ژانویه ۲۰۱۸ از نتفلیکس پخش شد.